# Mas-d’Auvignon
Mas-d’Auvignon ist eine französische Gemeinde mit 169 Einwohnern (Stand 1. Januar 2022) im Département Gers in der Region Okzitanien. Sie gehört zum Kanton Lectoure-Lomagne und zum Arrondissement Condom. 
Sie grenzt im Nordwesten an Roquepine, im Norden an Blaziert, im Nordosten an Terraube, im Osten an Lamothe-Goas, im Südosten an La Sauvetat und im Südwesten an Saint-Puy.

## Bevölkerungsentwicklung

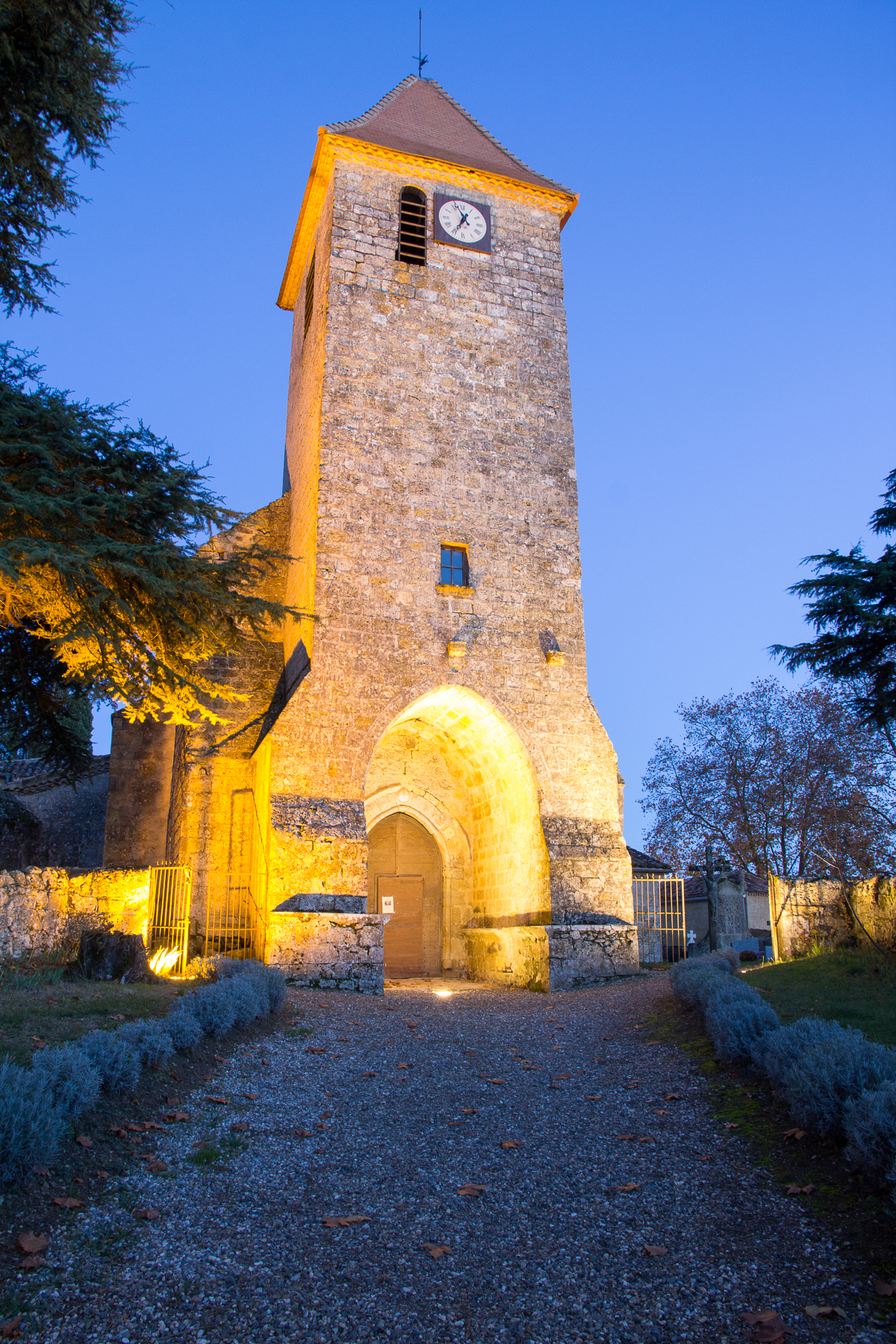
Kirche Saint-Martin

| Jahr      | 1962 | 1968 | 1975 | 1982 | 1990 | 1999 | 2008 | 2016 |
| --------- | ---- | ---- | ---- | ---- | ---- | ---- | ---- | ---- |
| Einwohner | 249  | 236  | 214  | 183  | 189  | 171  | 147  | 173  |